# Жайылма (Туркестанская область)
Жайылма (каз. Жайылма) — село в Ордабасинском районе Туркестанской области Казахстана. Входит в состав Торткольского сельского округа. Код КАТО — 514653400.

## Население
В 1999 году население села составляло 376 человек (178 мужчин и 198 женщин). По данным переписи 2009 года, в селе проживало 345 человек (173 мужчины и 172 женщины).